# Bit
 For alternative betydninger, se Bit (flertydig).
Bit er et binært ciffer (dvs. kan være én af to muligheder), og forkortes ofte "b", mens forkortelsen "B" bruges for byte. Bit er en forkortelse for de engelske udtryk binary digit eller binary unit, og anvendes i informationsteori og inden for IT, med følgende tre betydninger:
- Binært ciffer: Et ciffer i det binære talsystem, hvor f.eks. binærtallet 1101 svarer til decimaltallet 13. En byte består af otte bits, der hver især kan antage værdierne 0 eller 1.

- Måleenhed for kapacitet: Afledt af den første betydning findes et hav af betydninger, der relaterer til kapacitet; f.eks.:
  - Lagringskapacitet: En lagerkapacitet på 1 kilobyte svarer til 8192 bits, dvs. der kan lagres 1024 binære tal på hver 8 bits, eller 256 decimaltal repræsenteret af 32 bits hver, etc.
  - Transmissionskapacitet: En hastighed på 1 Gbit/s (gigabit pr. sekund) svarer til en transmission af 230 ca. 1 milliard bits hvert sekund
  - Adresserings- eller databusbredde: Hvor mange digitale kanaler der er i parallel til at overføre information mellem digitale enheder i en computer el. lign.

- Enhed for informationsmængde: Her er antallet af bits 0 eller et positivt kommatal. Der skal her skelnes skarpt med den forrige betydning, da der her er tale om mængden af information: F.eks. er informationsindholdet i tekst skrevet med tegnene a, b, ..., æ, ø, å og blanktegn mindre end ca. log(2(30))=4,9 bit/tegn. Det skyldes, at der kun er 30 mulige bogstaver, og angivelsen af ét bestemt bogstav "vælger" et af dem.

Ordet bit stammer oprindeligt fra informationsteorien, det matematiske studie af kommunikation. Ordet er skabt i 1946 af Bell Labs-statistikeren John Tukey og populariseret af matematikeren Claude Shannon i dennes banebrydende arbejde med informationsteori.